# ささきのぞみ
ささき のぞみ（本名および旧芸名：佐々木 望〈読み同じ〉、1983年2月19日 - ）は、日本の女性声優。神奈川県・大阪府出身。

## 来歴
中学時代、受験勉強中にラジオを聞いていたところ声優のラジオ番組が流れており、「こういう仕事があるんだ」「私と変わらない歳でやっている人がいるんだ」と声優という職業を知ったという。
文章を書くことや音楽も好み、絵を描くことも好きだった為、美術系の高校に進学。
文学部の大学卒業後、常巫女やOLとして働きながらワークショップに参加。アニメーション神戸の実践型ワークショップ出身者。
関連オーディションでアニメ演出家の大地丙太郎が彼女の声を聴いたことがきっかけで、大地が監督を務めるテレビアニメ『僕等がいた』のオーディションに誘われる。その結果、ヒロインの高橋七美役を射止めて声優デビューを果たした。さらに、そこに大地の盟友でもある桜井弘明もいたため、桜井が監督を務める『ウィンターガーデン』に誘われるきっかけとなったとされる。
当初は本名の佐々木 望（ささき のぞみ）だったが、2006年7月4日から現在のひらがな表記の芸名に改めた。
フリーで活動していたが、2007年10月より東京俳優生活協同組合に所属となった。2023年5月再びフリー。

## 人物
- 実家は大阪[9]。
- 4人姉妹の長女。
- 趣味は読書で、「エンドレスに活字に埋もれていたい」と語るほど好む。本を3冊程鞄に入れて持ち歩いていても、本屋で買ってしまうこともある。ミステリー小説や歴史、宗教、心理学など、ジャンルは問わない。他の趣味は散歩、一人旅など。
- 過去にブログで一人称を「500系」などとしていた。由来は新幹線・のぞみ。知り合いの電車好きの小さな男の子に名付けられた[10]。
- 2007年3月21日よりブログを開始。また、2009年よりTwitterも行っている。
- 生タマネギや生ネギを食すと胃が痛くなる体質[11]。
- 大の動物好き。特に猫好きでありブログに度々登場する[12]。
- 佐藤利奈、明坂聡美、斎藤桃子、沢城みゆき、伊藤かな恵、齋藤彩夏、諸星すみれ、能登麻美子などと交流を深めている。
- テレビアニメ『宙のまにまに』に出演以来、間島淳司・斎賀みつきらと共に定期的に星座観測会に参加していた[13]。

## 出演
太字はメインキャラクター。

### テレビアニメ
2006年
- ウィンターガーデン（仙波愛子）
- 僕等がいた（高橋七美）

2007年
- アイドルマスター XENOGLOSSIA（すずな、OL、オペレーター）
- おじゃる丸（2007年 - 2017年、ウサギ、ツキミ、さおり、小石いろえんぴつ、コガネ）
- らき☆すた（パトリシア・マーティン）
- レ・ミゼラブル 少女コゼット（シャルロット）

2008年
- 地獄少女 三鼎（稲生楓）
- テレパシー少女 蘭（生徒1）
- とある魔術の禁書目録（2008年 - 2019年、御坂妹、ミサカ10777号） - 3シリーズ
- 伯爵と妖精（ブラウニーB）

2009年
- 君に届け（2009年 - 2011年、野々原絢子） - 2シリーズ
- 黒神 The Animation（まゆ、えみ）
- GA 芸術科アートデザインクラス（店員、園児）
- ジュエルペット（2009年 - 2015年、サフィー、イオ、餅田むつみ 他） - 7シリーズ
- 宙のまにまに（和泉）
- 夏のあらし!（娘）
- プリンセスラバー!（金子綾乃、メイド）
- 夢をかなえるゾウ（OL（経理）、コンビニ店員、白石美里、おばちゃん）

2010年
- 屍鬼（国広律子）
- デュラララ!!（晴子）
- 咎狗の血（由香里）
- ひめチェン!おとぎちっくアイドル リルぷりっ（鷲尾タクヤ）
- 夢色パティシエール（鮎川ようこ） - 2シリーズ

2011年
- 元気!!江古田ちゃん（猛禽、女の子、新人、リンダ、上の女、後輩女 他）
- ほんとにあった!霊媒先生（赤城チナツ、隊長、女子D、疫病神、番頭、アキラの母）

2012年
- ゴクジョッ。〜極楽院女子高寮物語〜（宇都宮飛鳥）
- 坂道のアポロン（看護婦）
- 人類は衰退しました（妖精さん、女子、生徒）
- それいけ!アンパンマン（マカロンさん）
- テルマエ・ロマエ（射的客1、母親）
- となりの怪物くん（二宮冴子〈サエコ先生〉）
- パパのいうことを聞きなさい!（岡江清美）

2013年
- 俺の脳内選択肢が、学園ラブコメを全力で邪魔している（遊王子響香）
- とある科学の超電磁砲 シリーズ（2013年 - 2020年、ミサカ妹） - 2シリーズ
- ぬっこ。NUKKO（だっこ）
- やはり俺の青春ラブコメはまちがっている。（2013年 - 2020年、海老名姫菜） - 3シリーズ

2014年
- スペース☆ダンディ（ブービーズガール、ナースA、ホステス、リュートナー）
- テラフォーマーズ（2014年 - 2016年、紅） - 2シリーズ
- ブレイク ブレイド（レダ）

2015年
- 俺物語!!（女子学生1）
- ふうせんいぬティニー（ジーラ、受付嬢）

2016年
- 蒼の彼方のフォーリズム（我如古繭）

2017年
- リルリルフェアリル〜魔法の鏡〜（サフィー）
- 地獄少女 宵伽（稲生楓）

2018年
- ドラえもん（テレビ朝日版第2期）（店員、少年、アナウンサー）
- クレヨンしんちゃん（2018年 - 2022年、女子高生、太賀虎子、松子）

2019年
- 明治東亰恋伽（クラスメイト4、フミ）
- とある科学の一方通行（妹達）
- アズールレーン（エルドリッジ）

### 劇場アニメ
- HELLS ANGELS（2008年、生徒たち）
- ブレイク ブレイド（2010年、レダ）
- ジュエルペット スウィーツダンスプリンセス（2012年、サフィー[29]）
- 劇場版 とある魔術の禁書目録 -エンデュミオンの奇蹟-（2013年、御坂妹[30]）
- 劇場版ポケットモンスター みんなの物語（2018年、レモンキッズ）
- ジュエルペット あたっくとらべる!（2022年、サフィー[31]）

### OVA
- 舞-乙HiME 0〜S.ifr〜（2008年、キョウコ・ツマブキ）
- よつのは（2008年、れん）
- らき☆すたOVA（オリジナルなビジュアルとアニメーション）（2008年、パトリシア・マーティン）
- みツわの（2014年、菊月莉子[32]）

### Webアニメ
- Career☆Girl アロ恵（2010年、ピーチ）
- ジュエルペット あたっくちゃんす!?（2016年、サフィー）

### ゲーム
2007年
- らき☆すたの森（パトリシア＝マーティン）

2008年
- らき☆すた 〜陵桜学園 桜藤祭〜（パトリシア・マーティン）

2009年
- ジュエルペット 魔法のDSキラピカリーン☆（サフィー）
- らき☆すた ネットアイドル・マイスター（パトリシア・マーティン）
- LORD of VERMILION II（雷神、九尾の狐、フェアリー、シヴァ）

2010年
- 裏切りは僕の名前を知っている -黄昏に堕ちた祈り-（玉響夏陽）
- SDガンダム カプセルファイターオンライン（オペレーターTYPE F / オンラインゲーム）
- Tartaros-タルタロス-（リアン、ユリ、ディオネ）
- BLUE ROSES 〜妖精と青い瞳の戦士たち〜（キュリー）

2011年
- とある魔術の禁書目録（御坂妹）

2012年
- ソウルキャリバーV（ピュラ・アレクサンドル）
- 喋る!海賊ファンタジア（天帝スノードロップ）

2013年
- とある魔術と科学の群奏活劇（御坂妹）
- やはりゲームでも俺の青春ラブコメはまちがっている。（海老名姫菜）

2014年
- グランブルーファンタジー（2014年 - 2024年、ダヌア）
- 神撃のバハムート（ジャスパー、アンヌ）
- ドリームクラブGogo.（萌黄）
- 熱血異能部活譚 Trigger Kiss（水瀬小影）
- 嫁コレ（御坂妹）

2015年
- デュラララ!! Relay（晴子）
- ファイアーエムブレムif（フェリシア、オボロ）
- ブレイブソード×ブレイズソウル（2015年 - 2024年、ミストルテイン、スノウフェンサー ）
- サウザンドメモリーズ（煉獄神アリス）

2016年
- 蒼の彼方のフォーリズム（我如古繭）
- ゴクジョッ。〜極楽院女子高寮物語〜 奪! パンツこれくしょん（宇都宮飛鳥）
- LORD of VERMILION III（不死のダヌア）
- やはりゲームでも俺の青春ラブコメはまちがっている。続（海老名姫菜）
- 逆転オセロニア（アズリエルのキャラクター）

2017年
- ファイアーエムブレム ヒーローズ（2017年 - 2024年、ブルーニャ、スー、オボロ、フェリシア）
- ファイアーエムブレム無双（オボロ）
- オルタンシア・サーガ -蒼の騎士団-（エイラ）
- アズールレーン（エルドリッジ）

2018年
- ヴァルキリーコネクト（烏天狗ヤツデ、魔導将校グラース）
- デスティニーチャイルド（ヒルド）
- サウザンドメモリーズ（トポ＝メアリ）
- 御城プロジェクト:RE〜CASTLE DEFENSE〜（2018年 - 2024年、一条小山城、掛川城、甲府城、ロケト城）
- Shadowverse（2018年 - 2023年、ダヌア、ジャスパー）

2019年
- とある魔術の禁書目録 幻想収束（2019年 - 2024年、御坂妹、総体）
- アズールレーン クロスウェーブ（エルドリッジ）

2023年
- やはりゲームでも俺の青春ラブコメはまちがっている。完（海老名姫菜）

2024年
- モンスターストライク（ミサカ10032号）

### ラジオ
- ラジオでひなたぼっこ革命（音泉：2009年1月30日 - 7月31日）
- 井上喜久子のああっ女神さまっRADIO（講談社公式ウェブサイト、ニコニコ動画、原作単行本付録など：2010年11月25日 - ）
- 朗読少女RADIO　朗読倶楽部のお時間です（HiBiKi Radio Station：2012年7月17日 - 2013年1月15日）

### ラジオドラマ
- 悠幻の学び舎〜いもうと学園〜（華蓮）（『悠幻の学び舎Radio いもうと学園!おにいちゃん時間だよっ!』内）

### ドラマCD
- 『〆切様におゆるしを』（煩悩・食欲）
- 『らき☆すた ドラマCD（ドラマがコンプリートなディスク）』（パトリシア・マーティン）
- 『ナイトウィザード The 2nd Edition』ファンブック『ファイナルカウントダウン』より「それは少し前にあった未来」（小手毬小鳩）
- 『ナイトウィザード The 2nd Edition』ファンブック『アルティメットエネミー』より「刻印のウィザード」（小手毬小鳩、魔王クロウ＝セイル）
- 『宮河家の空腹 ドラマCD 陵桜学園高等学校文化祭は大パニックかも』（パトリシア・マーティン）

### ナレーション
- MUSIC ON! TV（M-ON!オススメ最新配信コーナー）
- 恋愛支持率
- ファンタジーゴルフ パンヤ PORTABLE（テレビCM&ゲームPV）
- 『黒瀬真奈美』 CD発売・着うた配信（テレビCM・ナレーション）
- マツモトキヨシ店内『うるおい+αキャンペーン』（店頭テレビ・ナレーション）
- タカラトミー『シュガーバニーズ』（CMおよび店頭ナレーション）
- ジーンズメイト（ラジオCM／ナレーション・男の子）
- ランブリングハート（予告ナレーション）
- ハートキャッチプリキュア!変身香水 ココロパフューム（テレビCMナレーション）
- ハートキャッチプリキュア!カードdeおきがえショップ フェアリードロップ（テレビCMナレーション）
- マツモトキヨシ店内『Biore ホメられ肌プレゼントキャンペーン』（店頭CMナレーション）
- S☆1（TBS系列）
- S☆1PLUS（TBS系列）
- 君がイルカら僕がいる!!BESTなSHOWを見せまショー!!（2010年11月3日 - 23日、エプソン 品川アクアスタジアム）[52]
- 戦国鍋TV 〜なんとなく歴史が学べる映像〜内『戦国プラネタリウム』
- KARA『ガールズトーク』CD発売（テレビCMナレーション）
- 史上空前!! 笑いの祭典 ザ・ドリームマッチ2011（ナレーション / TBS系列放送：2011年1月1日）
- 震災に負けない子供たち（ナレーション / テレビ東京&テレビ大阪系列放送：2011年5月5日）
- non-no TV（ナレーション / BS-TBS）
- J.LEAGUE Walker (TBS)
- 日本代表×ロシアＷ杯　蒼きサムライの未来予想図 (TBS / 2017年9月18日)
- クライミングＴＶ　世界の壁を超えろ。(TBS  / 2017年9月20日 - )
- 須田鷹雄と田中歩の英国競馬紀行 (グリーンチャンネル  / 2017年12月28日)
- よつ葉乳業 時報CM (TBSラジオ  / 2021年4月 - )
- 映画「パンケーキを毒見する」（ナレーション / 2021年7月30日公開）

### ボイスオーバー
- ザ・ベストハウス123
- 和風総本家

### 実写
- 5時に夢中!
- 音楽ば〜か（再現VTR）
- らき☆すた in 武道館 あなたのためだから
- たこるTV（テレビ大阪 / 2010年1月23日）
- ぼいすた!（第7回 2011年5月14日 ゲスト）
- タメ・トラベル 〜同い年おしゃべり旅〜『栃木・日光』（BSプレミアム / 2013年11月22日）
- 戦う!書店ガール（第4話 2015年5月5日 主人公を演じている声優さん役）

### 特撮
- 大魔神カノン（タマッコの声、カザハナの声）

### 舞台
- ファンカスキャンパーズ009『The Birth of バース』（アヤカ）（2007年11月）

### その他コンテンツ
- リーディングライブイベント『ひなたぼっこ革命』（若杉ひなた）
- おじゃる丸 第1035話『はさまりさん』（脚本）
- くるねこ主題歌『Beautiful Day』（歌：ビビアン・スー）作詞担当
- 日本橋プロジェクト（光）
- iPhoneアプリ 朗読少女（乙葉しおり）

## ディスコグラフィ

### キャラクターソング
| 発売日         | 商品名                                                      | 歌                                                   | 楽曲                                                                                  | 備考                                                             |
| -------------- | ----------------------------------------------------------- | ---------------------------------------------------- | ------------------------------------------------------------------------------------- | ---------------------------------------------------------------- |
| 2007年8月29日  | コスって！オーマイハニー                                    | こなた（平野綾）とパティ（ささきのぞみ）             | 「コスって！オーマイハニー」 「悠長戦隊ダラレンジャー」                               | テレビアニメ『らき☆すた』関連曲                                  |
| 2007年9月26日  | らき☆すた キャラクターソング Vol.008 パトリシア・マーティン | パトリシア・マーティン（ささきのぞみ）               | 「こすぷれノこころえ」 「最大聖地カーニバル」                                         | テレビアニメ『らき☆すた』関連曲                                  |
| 2008年10月22日 | らき☆すた ミュージックフェア                                | パトリシア・マーティン（ささきのぞみ）               | 「pa pa pa pa patti strike back〜またはパティは如何にして、心配するのを止め以下ry〜」 | テレビアニメ『らき☆すた』関連曲                                  |
| 2009年8月21日  | とある魔術の禁書目録アーカイブス4                           | 御坂妹（ささきのぞみ）                               | 「ひそやかな欲望〜ミサカは、発生させます〜」                                          | テレビアニメ『とある魔術の禁書目録』関連曲                       |
| 2020年11月27日 | やはりこのキャラソンはまちがっている。完                    | 三浦優美子（井上麻里奈）、海老名姫菜（ささきのぞみ） | 「日常ドラマティック」                                                                | テレビアニメ『やはり俺の青春ラブコメはまちがっている。完』関連曲 |

### その他参加作品
| 発売日         | 商品名                           | 歌                      | 楽曲                   | 備考                                         |
| -------------- | -------------------------------- | ----------------------- | ---------------------- | -------------------------------------------- |
| 2006年10月25日 | 想い                             | ささきのぞみ            | 「ふたりの季節が」     | テレビアニメ『僕等がいた』エンディングテーマ |
| 2007年2月7日   | 僕等がいた ボーカルアルバム 永遠 | ささきのぞみ            | 「メリーゴーラウンド」 | テレビアニメ『僕等がいた』エンディングテーマ |
| 2013年4月17日  | Twinkle Voice〜声の贈り物〜      | ささきのぞみ            | 「人魚」               |                                              |
| 2013年4月17日  | Twinkle Voice〜声の贈り物〜      | Twinkle Voice All Stars | 「空も飛べるはず」     |                                              |

### ユニットメンバー
1. ↑  白石涼子、松本梨香、加藤英美里、南條愛乃、朴璐美、渕上舞、宝木久美、今井麻美、佐藤聡美、ささきのぞみ、大久保瑠美

### シリーズ一覧
1. ↑  第1期（2008年 - 2009年）、第2期『II』（2010年 - 2011年）、第3期『III』（2018年 - 2019年）
2. ↑  第1期（2009年 - 2010年）、第2期『2ND SEASON』（2011年）
3. ↑  第1シリーズ（2009年 - 2010年）、第2シリーズ『てぃんくる☆』（2010年 - 2011年）、第3シリーズ『サンシャイン』（2011年 - 2012年）、第4シリーズ『きら☆デコッ！』（2012年 - 2013年）、第5シリーズ『ハッピネス』（2013年 - 2014年）、第6シリーズ『レディ ジュエルペット』（2014年 - 2015年）、第7シリーズ『マジカルチェンジ』（2015年）
4. ↑  第1期（2009年 - 2010年）、第2期『夢色パティシエールSP プロフェッショナル』（2010年）
5. ↑  第2期『S』（2013年）、第3期『T』（2020年）
6. ↑  第1期（2013年）、第2期『続』（2015年）、第3期『完』（2020年）
7. ↑  第1期（2014年）、第2期『リベンジ』（2016年）